# Amuna
Les amunas sont un système ancestral de récolte d'eau utilisé dans les régions montagneuses du Pérou. Cette technique d'ingénierie hydraulique précolombienne, également appelée mamanteo, permet de capturer et stocker l'eau de pluie pour une utilisation ultérieure.

## Fonctionnement
Le principe des amunas repose sur le ralentissement du ruissellement des eaux de pluie dans les montagnes afin de les utiliser dans les zones de basse altitude pendant la saison sèche.
Le système fonctionne comme suit :
- Des canaux dirigent les eaux de crue vers des sections perméables du sol ou de la roche.
- L'eau s'infiltre à travers les couches du sol, agissant comme un filtre naturel.
- L'eau ressort dans des sources en aval plusieurs semaines ou mois plus tard, où elle peut être utilisée pour atténuer la sécheresse.

Chaque kilomètre d'amuna peut fournir en moyenne 225 000 m³ d'eau par an.

## Histoire
Cette technique aurait été utilisée par la culture andine Huari dès 700 après J.-C. Certains de ces systèmes anciens ont été restaurés au XXIe siècle pour servir les villes modernes.

## Restauration moderne
Face aux défis hydriques actuels, notamment à Lima, deuxième plus grande ville désertique du monde, les autorités péruviennes ont entrepris de restaurer et d'étendre le système des amunas. Cette approche combine des infrastructures grises et vertes pour répondre aux besoins en eau croissants de la population. Une étude menée à Huamantanga, au Pérou, a modélisé une expansion du système pour servir la Lima moderne, suggérant qu'il pourrait prolonger la saison de croissance des fermes locales.

## Importance
Les amunas sont considérées comme une pratique adaptative à faible coût et à fort bénéfice hydrologique dans le contexte du changement climatique. Leur restauration fait partie des solutions envisagées pour faire face aux pénuries d'eau, aux côtés d'autres projets de gestion des prairies, de restauration des zones humides et des forêts.